# Alberto Jara Saguier
Alberto Isidoro Jara Saguier (né le 30 septembre 1943 à Asuncion au Paraguay) est un ancien joueur et entraîneur de football paraguayen.
Alberto est l'un des sept frères Jara Saguier qui pratiquèrent le football professionnel au Paraguay (les autres sont Ángel, Carlos, Críspulo, Darío, Enrique et Toribio).

## Carrière

### Joueur
Jara Saguier commence sa carrière chez les jeunes du club de sa ville du Club Rubio Ñú avant d'y intégrer l'équipe première, aidant le club à remporter le championnat de D2 en 1963. Il part en France du côté du Red Star en 1966, puis en Espagne la saison suivante au RCD Majorque avant de rentrer au Paraguay pour jouer à l'Olimpia Asunción (1969), Libertad (1970) et River Plate de Asunción (1971).
Au niveau national, Alberto Jara Saguier participe avec l'effectif paraguayen aux qualifications de la coupe du monde 1966 où le Paraguay échoue.

### Entraîneur
Alberto Jara Saguier entraîne tout d'abord les jeunes de l'Olimpia, du Cerro Porteño, General Caballero ZC et d'autres petites équipes autour de Ciudad del Este.
Il entraîne ensuite des équipes première comme le Sportivo Iteño, Sportivo Isla Pucú, Sportivo Coronel Oviedo, Minga Guazú, Deportivo Boquerón et Club Atletico 3 de Febrero.

## Titres

### Joueur
| Saison | Club     | Titre                      |
| ------ | -------- | -------------------------- |
| 1963   | Rubio Ñú | Championnat du Paraguay D2 |